# 尼爾 (阿拉巴馬州)
尼爾（英語：Neel）是一個位於美國阿拉巴馬州摩根縣的非建制地區。該地的面積和人口皆未知。

## 地理
尼爾的座標為34°27′56″N 87°03′40″W / 34.46556°N 87.06111°W，而該地的平均海拔高度為189米（即620英尺）。